# كينغز كويست (لعبة فيديو 1983)
كينغز كويست (بالإنجليزية: King's Quest I)‏ ، هي الجزء الأول من السلسلة الرئيسية للعبة كينغز كويست، صدرت عام 1983م عن طريق نظام تشغيل بي سي جونيور التابع لشركة آي بي إم الأمريكية، وهي من تطوير روبرتا ويليامز.